# Frederikssund (municipio)
El municipio de Frederikssund (en danés, Frederikssund kommune) es un municipio danés del norte de la isla de Selandia, dentro de la Región de la Capital. Su capital y mayor ciudad es Frederikssund, hermanada con Catoira, en Pontevedra (España).
Su territorio se divide en dos partes separadas entre sí por el fiordo de Roskilde: la parte occidental, que incluye la mayor parte de la península de Hornsherred (una península entre el Isefjord y el fiordo de Roskilde), y la parte oriental, donde se ubica la ciudad de Frederikssund. Ambas partes se comunican a través del Puente del Príncipe Heredero Federico.
El municipio de Frederikssund limita al sur con los municipios de Lejre, Roskilde y Egedal, al este con Hillerød y Allerød y al norte con Halsnæs.
El municipio fue creado por la fusión, en 2007, de los antiguos municipios de Frederikssund, Skibby, Jægerspris y Slangerup; este último con la excepción del distrito electoral de Uvelse, cuyos ciudadanos decidieron, por referéndum, integrarse al municipio de Hillerød.

## Localidades
En 2013, el municipio tiene una población total de 44.365 habitantes y contiene 21 localidades urbanas (byer, localidades con más de 200 habitantes), donde residen 38.816 habitantes. Otras 5.438 personas viven en áreas rurales y 111 no tienen residencia fija.
| Localidades más pobladas de Frederikssund |               |                  |
| Nº                                        | Localidad     | Población (2013) |
| 1                                         | Frederikssund | 15.654           |
| 2                                         | Slangerup     | 6.831            |
| 3                                         | Jægerspris    | 4.087            |
| 4                                         | Skibby        | 3.139            |
| 5                                         | Græse Bakkeby | 2.328            |
| 6                                         | Kulhuse       | 936              |
| 7                                         | Skuldelev     | 884              |
| 8                                         | Gerlev        | 766              |
| 9                                         | Store Rørbæk  | 569              |
| 10                                        | Vellerup      | 449              |